# Милорад Павловић (геолог)
Милорад Павловић Пећа (Азања, 8. октобар 1931 — Београд, 12. јануар 2018) био је српски геолог - палеонтолог, редовни професор Рударско-геолошког факултета Универзитета у Београду.

## Биографија
Милорад Павловић је рођен 1931. године у Азањи, од оца Божидара и мајке Живке Мијатовић. Основну школу учио је у Азањи а вишу гимназију завршио у Смедеревској Паланци 1950. године. Дипломирао је 1955. на Природно-математичком факултету у Београду на Групи за геологију и палеонтологију. Докторску дисертацију под називом „Миоценски сисари Топличке котлине” из уже научне области палеозоологије одбранио је 1965. на Рударско-геолошком факултету у Београду.
Радни век започео је 1957. као хонорарни сарадник у Геолошком институту „Јован Жујовић” у Бeограду. Од 1958. радиo је као асистент на Природно-математичком факултету. У звање доцента изабран је 1966. на Рударско-геолошком факултету, за ванредног професора за предмет Палеонтологија (Вертебрата) 1972, а за редовног професора 1979. године, такође на Рударско-геолошком факултету у Београду. Био је шеф Катедре за палеонтологију, руководилац Смера за регионалну геологију и палеонтологију, продекан и декан (1983—1985) Рударско-геолошког факултета, председник Савета факултета, главни и одговорни уредник часописа Геолошки анали Балканског полуострва (1994—1997). На Универзитету је руководио Стручним већем за рударска и геолошка наставничка звања. Био је секретар Српског геолошког друштва, председник скупштине Рударско-геолошко-металуршког факултета Београд-Бор и вишегодишњи руководилац ООУР Група за регионалну геологију и палеонтологију. Боравио је на студијским боравцима у Бечу, Минхену, Москви, Софији, Берклију и Атини. Сарађивао је са колегама из Природњачког музеја у Београду и дуги низ година активно учествовао у раду Одбора за палеофлору и палеофауну Српске академије наука и уметности.
Током наставничке каријере изводио је редовну додипломску и последипломску наставу, радио са дипломцима, последипломцима и докторантима. Руководио је израдом дипломских радова, био је ментор при изради магистарских теза и докторских дисертација. Написао је уџбеник Палеозоологија (са коаутором), први стални универзитетски уџбеник за овај предмет у стогодишњем развоју палеонтолошке науке и наставе на Универзитету у Београду.
Објавио је преко осамдесет стручних и научних радова. Реферисао је на конгресима, симпозијумима, на Српском геолошком друштву. Учествовао је у реализацији већег броја крупних научноистраживачких пројеката, из којих су проистекле и значајне вишетомне геолошке едиције, као што су: „Геологија Србије”, „Геолошка терминологија и номенклатура”, „Геологија шире околине Београда”, „Палеогеографска карта Србије”, „Реконструкција животних средина”, „Основна геолошка проучавања Србије” и друге.
Научноистраживачки рад је из области палеонтологије неогених сисара и стратиграфије неогених наслага, углавном слатководних. У палеонтологији мамалија открио је једну потпуно нову фауну (Пребрешка фауна) и одредио јој место у сукцесији неогених сисарских фауна.
У 1965. години, за успехе у научноистраживачком раду, добио је награду „Милан Милићевић, инжењер геологије“. У 1981. години, за свеукупну активност, одликован је, од стране Председништва СФР Југославије, орденом рада са златним венцем.